# Sint-Antonius (Heythuysen)
De Sint-Antonius is een korenmolen in Heythuysen (gemeente Leudal) in de Nederlandse provincie Limburg.
De molen werd in 1860/1861 gebouwd en was vroeger ook als oliemolen ingericht. Sinds 1969 was de molen eigendom van de toenmalige gemeente Heythuysen. Sinds 2007 is dat de gemeente Leudal. De molen is in 1973 en tussen 2001 en 2004 gerestaureerd en wordt regelmatig door een vrijwillig molenaar in bedrijf gesteld.
De roeden van de molen zijn 26,60 meter lang en zijn voorzien van het Van Busselsysteem met zeilen. De beltmolen is ingericht met twee koppels maalstenen.